# Destroyer (musikalbum)
Destroyer är hårdrocksgruppen Kiss fjärde studioalbum, utgivet den 15 mars 1976. Det var gruppens andra album i rad att nå topp 20 i USA, och det första att ta sig in på topplistor i Tyskland och Nya Zeeland. I USA nådde albumet försäljningsgränsen för guld 22 april 1976 och 11 november samma år blev den det första Kissalbum att nå platinastatus.
Balladen Beth, med trummisen Peter Criss på sång, blev en stor hit. Inledningsspåret Detroit Rock City kom med tiden att bli en av Kiss mest kända låtar. Plattan producerades av Bob Ezrin och blev en stor framgång.
Produktionen är det som i första hand skiljer skivan från bandets övriga alster. Även om kompositionerna är karakteristiskt enkla, har de av Ezrin klätts i en tämligen komplex ljudskrud. Destroyer är bandets första album med musiker utanför gruppen; New York Philharmonic-Symphony Orchestra och Dick Wagner. Wagner spelade gitarr på låten Sweet Pain (då Ace Frehley inte ville avbryta ett kortspel då låten spelades in) och till och med på en låt som Frehley skrivit: Flaming Youth. Wagner spelade också den akustiska gitarren på låten Beth. Efter framgångarna med Alive! och Destroyer påbörjade Kiss sin första turné i Europa.
Under åren har låtarna Detroit Rock City, God of Thunder, Shout It Out Loud, King of the Night Time World och Do You Love Me? nästan alltid spelats under gruppens konserter. Beth spelades live för sista gången 2003, men spelas även på konserterna under Kiss Europaturné 2010, Sonic Boom Over Europe Tour.
Albumet ligger även rankat som nummer 496 av de 500 bästa albumen genom tiderna, listan gjord av tidningen Rolling Stone.

## Historia

### Bakgrund
Efter en mindre kommersiell framgång med deras tre första studioalbum, slog Kiss igenom på allvar med livealbumet Alive! 1975. Det var bandets första album att nå guldstatus i USA och sålde senare platina. Framgångarna med Alive!, som låg 110 veckor på Billboardlistan, var inte bara viktigt för gruppen, utan också för skivbolaget, Casablanca Records. I slutet av 1975 skrev Kiss på ett nytt kontrakt med Casablanca, delvis på grund av att bolaget stöttat gruppen en hel del i början av bandets karriär. Kontraktet var dock bara två album, en indikation på att Casablanca var osäkra på om gruppen skulle kunna nå samma framgångar som den gjorde med Alive!

### Produktion
Repetitionerna för Destroyer började i augusti 1975, samtidigt som gruppen påbörjat sin turné för Alive! Bob Ezrin, som hade producerat en rad framgångsrika album åt Alice Cooper, valdes som producent. Bandet kände att Ezrin var rätt person att hjälpa dem att ta sitt sound till nästa nivå och behålla den kommersiella framgång som uppnåtts med Alive! Den första inspelningensessionen av albumet ägde rum mellan den 3-6 september 1975 i Electric Lady Studios i New York, då bandet hade en kort paus mellan Dressed to Kill och Alive!-turnéerna. Det grundläggande arbetet med låtarna spelades in under denna tid. Majoriteten av inspelningen av Destroyer ägde dock rum i januari 1976, efter att Alive!-turnén avslutats.
Den första demon som spelades in var Ain't None of Your Business, med Peter Criss på sång. En tung låt som skrevs av Becky Hobbs och Lew Anderson. Bandet valde dock bort låten och 1977 dök den upp på Michael Des Barres band Detectives debutalbum. Trots att denna låt avvisades, godtogs andra låtar och förslag som kom utanför gruppen. Framförallt gjorde Kim Fowley och Mark Anthony viktiga medverkanden under låtskrivarprocessen. 
Under inspelningen tillgrep Ezrin åtskilliga trick för att höja kvaliteten på musiken Kiss spelade in. Då ingen i gruppen var utbildad musiker, stoppade Ezrin inspelningsessionen vid ett tillfälle för att ge lektioner i grundläggande musikteori. Ezrin försökte också ingjuta disciplin i bandet och bar bland annat visselpipa runt halsen. Paul Stanley jämförde senare upplevelsen av att arbeta med Ezrin som ett "musikalisk boot camp", men tillade också att gruppen blev "mycket smartare efter det." Gene Simmons sade att "det var precis vad vi behövde just då." Gitarristen Ace Frehley, som inte var så disciplinerad som Ezrin önskade, var ofta i stridigheter med producenten. När Frehley blev ombedd att spela in flera tagningar av sina solon blev han inte samarbetsvillig. Detta medförde att Ezrin tog in studiomusikern Dick Wagner och hotade med att ersätta Frehley med honom. Efter detta var Frehley mer samarbetsvillig.

### Mottagande
Destroyer sålde bra när den släpptes 15 mars 1976 och uppnådde guldstatus efter en dryg månad på marknaden, 22 april. Trots att exakta försäljningssiffror inte är kända meddelade Stanley att albumet i början sålts i 850 000 exemplar i USA, vilket är mycket mer än något av Kiss tre första studioalbum. Efter att ha nått sin högsta placering med en elfte plats 15 maj på Billboard 200 föll Destroyer fort i albumlistan och i augusti samma år låg den på plats 192. De första tre första singlarna — Shout It Out Loud, Flaming Youth och Detroit Rock City misslyckades med att öka försäljningen av albumet, vilket gjorde att bandet och ledningen såg Destroyer som ett misslyckande i jämförelse med Alive!
Det var inte förrän radiostationer började spela b-sidan till Detroit Rock City-singeln, Beth, som albumet började sälja som förväntat. Balladen, som enligt Simmons medvetet sattes som b-sida för att få stationerna att spela Detroit Rock City, fick många förfrågningar från lyssnare och blev en oväntad hit. Beth gavs ut igen i augusti och nådde som bäst plats sju på Billboard Hot 100. Det var bandets första top-10 singel i USA och detta medförde att Destroyer den 11 november blev gruppens första album att sälja platina.

## Omslag
Omslaget för Destroyer målades av konstnären Ken Kelly. Innan albumet gavs ut hade Simmons lagt märke till Kellys arbeten och de båda träffades för att diskutera idéer för albumet. Kelly tackade ja till erbjudandet men ville först se bandet framträda live för att få inspiration. Han blev inbjuden till en konsert och fick ett backstagepass. Han sade senare att konserten "tog mig med storm." Året därpå fick Kelly i uppdrag att göra omslaget till Destroyers uppföljare, Love Gun.
Kellys ursprungliga version av skivomslaget avvisades av skivbolaget eftersom de tyckte att den var för våldsam. I denna version bar medlemmarna dräkterna från Alive!
På framsidan ses gruppen ovanpå en hög med bråte, och en ödslig bakgrund med förstörda byggnader, varav några brinner. Baksidan visar en liknande scen, men med fler byggnader i brand. 

## Nyutgivning 2012
20 augusti 2012 släppte Bob Ezrin en nymixad utgåva från de gamla mastertaperna vid namn Destroyer [Resurrected]. Låtlistan var densamma som på originalutgåvan men med en version av Sweet Pain med ett gitarrsolo som bonuslåt.

## Låtlista
| Sida A | Sida A                         | Sida A                                   | Sida A                  |       |
| Nr     | Titel                          | Låtskrivare                              | Sångare                 | Längd |
| ------ | ------------------------------ | ---------------------------------------- | ----------------------- | ----- |
| 1.     | "Detroit Rock City"            | Paul Stanley, Bob Ezrin                  | Stanley                 | 5:17  |
| 2.     | "King of the Night Time World" | Stanley, Ezrin, Kim Fowley, Mark Anthony | Stanley                 | 3:19  |
| 3.     | "God of Thunder"               | Stanley                                  | Simmons                 | 4:13  |
| 4.     | "Great Expectations"           | Gene Simmons, Ezrin                      | Simmons                 | 4:21  |
| Sida B |                                |                                          |                         |       |
| 1.     | "Flaming Youth"                | Ace Frehley, Stanley, Simmons, Ezrin     | Stanley                 | 2:59  |
| 2.     | "Sweet Pain"                   | Simmons                                  | Simmons                 | 3:20  |
| 3.     | "Shout It Out Loud"            | Stanley, Simmons, Ezrin                  | Stanley, Simmons        | 2:49  |
| 4.     | "Beth"                         | Peter Criss, Ezrin, Stan Penridge        | Criss                   | 2:45  |
| 5.     | "Do You Love Me?"              | Stanley, Ezrin, Fowley                   | Stanley                 | 3:33  |
| 6.     | "Rock and Roll Party"          | Simmons, Stanley, Ezrin                  | instrumental, dolt spår | 1:25  |

### Destroyer: Resurrected(remixutgåva 2012)
| Nr  | Titel                                                                          | Lead vocals      | Längd |
| --- | ------------------------------------------------------------------------------ | ---------------- | ----- |
| 1.  | Detroit Rock City                                                              | Stanley          | 5:15  |
| 2.  | King of the Night Time World                                                   | Stanley          | 3:21  |
| 3.  | God of Thunder                                                                 | Simmons          | 4:17  |
| 4.  | Great Expectations                                                             | Simmons          | 4:24  |
| 5.  | Flaming Youth                                                                  | Stanley          | 2:59  |
| 6.  | Sweet Pain (solo by Ace Frehley, previously unreleased)                        | Simmons          | 3:21  |
| 7.  | Shout It Out Loud                                                              | Stanley, Simmons | 2:51  |
| 8.  | Beth                                                                           | Criss            | 2:46  |
| 9.  | Do You Love Me?                                                                | Stanley          | 3:40  |
| 10. | Rock and Roll Party                                                            |                  | 1:26  |
| 11. | Sweet Pain (Original Guitar Solo) (solo by Dick Wagner, from original release) | Simmons          | 3:18  |

## Listplaceringar
| Titel             | Listpositioner | Listpositioner | Listpositioner | Listpositioner | Listpositioner | Listpositioner | Listpositioner | Listpositioner | Listpositioner |
| Titel             | AUS            | AUT            | CAN            | GBR            | GER            | JPN            | NZL            | SWE            | USA            |
| ----------------- | -------------- | -------------- | -------------- | -------------- | -------------- | -------------- | -------------- | -------------- | -------------- |
| Destroyer         | -              | 6              | 6              | 22             | 36             | 17             | 16             | 4              | 11             |
| Shout It Out Loud | 45             | -              | 1              | -              | 32             | -              | 40             | 16             | 31             |
| Flaming Youth     | -              | -              | 73             | -              | -              | -              | -              | -              | 74             |
| Detroit Rock City | -              | -              | -              | -              | 14             | -              | -              | -              | -              |
| Beth              | 79             | -              | 5              | -              | -              | -              | -              | -              | 7              |

## Kuriosa
- En kort stund efter att den sista låten, "Do You Love Me", har tonat ut kommer ett märkligt så kallat ”run-on”-spår med otydliga ljudfragment från olika Kiss-låtar. Detta spår, som vanligtvis kallas ”Rock and Roll Party”, finns dock inte med på originalutgåvan.
- De två barn som kan höras i låten "God of Thunder" är producenten Bob Ezrins två söner, David och Josh, som lekte i studion.
- Dick Wagner spelar gitarrsolot på låtarna "Flaming Youth" och "Sweet Pain". Han spelar även akustisk gitarr på "Beth".
- Paul Stanley skrev "God of Thunder" och det var meningen att han skulle sjunga den från början. Bob Ezrin tyckte dock att Gene Simmons passade bättre på denna låt. Detta var tänkt som Stanleys signaturlåt.
- Svenska gruppen Entombed gjorde 1997 en cover på "God of Thunder".

## Medverkande
- Gene Simmons – elbas, sång
- Paul Stanley – gitarr, sång
- Ace Frehley – gitarr, kör
- Peter Criss – trummor, slagverk, sång

### Övriga medverkande
- Dick Wagner – gitarr, akustisk gitarr
- Brooklyn Boys Chorus – kör
- David och Josh Ezrin – röster på God of Thunder.